# Ara Lepi
Ara Lepi (ali Čedni, armensko Արա Գեղեցիկ, latinizirano: Ara Gełec‘ik) je legendarni armenski junak in kralj. Je sin legendarnega kralja Arama in potomec armenskega patriarha Hajka. Učenjaki verjamejo, da so bili Ara, Aram in Hajk prvotno božanstva, ki so jih kasneje reinterpretirali kot legendarne človeške junake. Ara je predstavljal umirajočega in vstajajočega kmetijskega boga in naj bi poosebljal plodnost znotraj indoevropske triade suverenosti, vojne in plodnosti, skupaj s Hajkom in Aramom. Ara je tema priljubljene legende, v kateri asirska kraljica Semiramida (Šamiram v armenščini), ki si želi čednega armenskega kralja, začne vojno proti Armeniji, da bi ga ujela in pripeljala nazaj k sebi, živega. Ara je med vojno ubit in Semiramida ga poskuša vrniti v življenje.

## Ime
Etimologija imena Ara (napisanega tudi Արայ, Araj) ni gotova, vendar je fonološko podobno armenskim potomcem protoindoevropskega *h₂nḗr, kot je {{lang|xcl-Latn|ayr} 'človek'; nekatere izpeljanke tega korena se začnejo z ar-, na primer ari 'pogumen'. Junak ljudske pravljice Ari Armaneli velja za različico Ara Lepega. Ime so primerjali z imenom Ares, grškega boga vojne; Ara, figura v [Avesta|Avesti]]; in z Erom, likom iz pripovedi o Platonovi Državi, ki se vrne od mrtvih (glej spodaj). V armenski tradiciji je ime Ara povezano z imeni gore Ararat, province Ajrarat in gore Aragac.

## Izvor in vzporednice
Učenjaki verjamejo, da so bili Ara in drugi potomci legendarnega armenskega patriarha Hajka prvotno božanstva, ki so bila kasneje reinterpretirana kot legendarni človeški junaki. Ara je bil prvotno umirajoči in vstajajoči bog, ki je predstavljal poljedelstvo ter sezonsko smrt in ponovno rojstvo narave pozimi in spomladi. Stepan Ahjan in Georges Dumézil trdita, da Hajk, Aram in Ara Lepi ustrezajo triadi indoevropske mitologije, ki predstavlja suverenost, vojno in plodnost. Po drugi strani pa je Arain tekmec Šamiram lahko odraz najzgodnejše armenske boginje matere, ki je bila kasneje razdeljena na tri boginje armenskega panteona: Anahit, Astghik in Nane. Armen Petrosjan pravi, da Arova smrt v Šamiramovih rokah označuje konec »svetega mitičnega obdobja prednikov Armenije« in začetek »zgodovine« v armenski mitologiji.

### Vzporednice in kasnejši odmevi
Ara velja za armensko različico običajne bližnjevzhodne mitske moške figure, ki je lep sin ali ljubimec boginje; drugi izrazi tega mita so Ištar in Tammuz (Inana in Dumuzid), Afrodita in Adonis ter Kibela in Atis. Primerjali so ga tudi s Hermafroditom in Kupidom-Erosom. Po mnenju Jamesa R. Russella je pripoved Movsesa Khorenacija o legendi verjetno različica zgodbe o Kibeli in njenem lepem ljubimcu ter sinu Atisu, ki je bil ubit, a oživi s prihodom pomladi.
V kasnejšem armenskem zgodovinskem epu, znanem kot Perzijska vojna (znanem iz Buzandaran Patmutʻiwnk` iz 5. stoletja), Mušegh Mamikonian ustreza Ari, saj je postavljen na stolp, ki ga bodo oživili mitski arlezi. Po pokristjanjevanju Armenije je čaščenje sv. Sargisa Generala prevzelo vidike prejšnjega kulta Ara. Mali Mher, eden od junakov armenskega narodnega epa Daredevils Sassoun, naj bi bil povezan z legendo o Ari. Mher vstopi v skalo ali votlino, da bi se nekega dne ponovno rodil. Ari Armaneli, priljubljena različica Ara, je prav tako omejen na skalo (ali spremenjen v kamen) in kasneje oživi. Zgodovinar iz 10. stoletja Tovma Artsruni piše, da je bila vas, imenovana Lezk, blizu Vana, mesto Arajevega vstajenja. Povezava med imenom vasi in armenskim korenom lez, kot v lizel 'lizati', v zvezi z lizanjem Arovih ran s strani arlezov, je jasna. To izročilo je bilo med prebivalci te vasi še v 19. stoletju.

### Platonov mit o Eru
Od 19. stoletja so znanstveniki povezovali zgodbo o Lepem Araju z mitom o Eru, ki je bil pripovedovan v Platonovi Državi (10.614–10.621). Zgodba se začne, ko moški po imenu Er (starogrško Ἤρ, gen.: Ἠρός), iz Pamfilije, umre v bitki. Ko poberejo trupla tistih, ki so padli v bitki, deset dni po njegovi smrti, Er ostane nerazkrojen. Dva dni pozneje oživi na svojem pogrebnem grmadi in drugim pripoveduje o svojem potovanju v onostranstvo, vključno z poročilom o reinkarnaciji in nebesnih sferah astralne ravni. Zgodba vključuje idejo, da so moralni ljudje po smrti nagrajeni, nemoralni pa kaznovani. Armen Petrosjan predlaga, da Platonova različica odraža prvotno obliko zgodbe, kjer Er (Ara) vstane iz groba. James R. Russell meni, da mit o Eru izhaja iz različice zgodbe o Ari, ki je bila spremenjena v skladu z zoroastrskimi prepričanji po prihodu zaratustrstva v Armenijo v obdobju Ahemenidov. Tako so Šamiram in arlezi izključeni iz zgodbe, medtem ko je poudarek na potovanju v onostranstvo in nazaj, kot v zaratustrski zgodbi o Virazu.

### Zgodovinske vzporednice
Poleg svoje mitološke strani lahko legenda o Ari in Šamirami odraža zgodovinsko resničnost spopadov med Asirijo in Urartujem. Legendarni Šamiram/Semiramida temelji na zgodovinski asirski kraljici Šamuramat, ki je živela v 9. stoletju pred našim štetjem. Učenjaki so opazili tudi podobnost med imeni Arajevega očeta Arama in urartskega kralja Arameja. David Marshall Lang meni, da je Arame mogoče identificirati z Aro. M. Chahin špekulira, da je Ara mogoče identificirati z Inušpua, ki je enkrat omenjen kot sin in sovladar kralja Menua iz Urartuja. Vendar so bile zgodovinske povezave legende obravnavane kot poznejši prirastki k mitološkemu jedru.

## Legenda
Po legendi, ki jo je povedal armenski zgodovinar Movses Khorenaci (in anonimni Primarna zgodovina, ki je bila prej pripisana Sebeosu), se je Semiramida (Šamiram v armenščini) zaljubila v čednega armenskega kralja in ga prosila, naj se poroči z njo. Ko jo je Ara zavrnil, je Semiramida v vročini strasti zbrala asirsko vojsko in krenila proti Armeniji. Med bitko je Semiramida zmagala in Ara je bil ubit kljub njenim ukazom, naj ga ujamejo živega. Da bi se izognila nenehnemu bojevanju z Armenci, je Semiramida, ki je veljala za čarovnico, vzela njegovo truplo in molila k bogovom (arlezom), da obudijo Ara od mrtvih. Ko so Armenci napredovali, da bi se maščevali svojemu voditelju, je Semiramida enega od svojih ljubimcev preoblekla v Ara in razširila govorice, da so bogovi vrnili Aro v življenje, ter prepričala Armence, naj ne nadaljujejo vojne. Po eni vztrajni tradiciji so Semiramidine molitve uspešne in Ara se vrne v življenje.

## Genealogija
V Armenski zgodovini Movsesa Khorenacija je Ara Lepi predstavljen kot Aramov sin in potomec Hajka, legendarnega praočeta Armencev. Khorenaci piše, da je imel Ara Lepi sina, ki ga je njegova žena Nuard (Nvard) imenovala Cardos. Kasneje ga je Semiramida preimenovala v Ara zaradi svoje ljubezni do pokojnega Ara. Ara/Cardosa, ki je bil ob očetovi smrti star dvanajst let, je Semiramida postavila za vladarja Armenije in je kasneje umrl v vojni proti njej.
Po očetu po Movsesu Khorenaciju:
- Hajk
- Aramaneak
- Aramaji
- Amazija
- Gegham
- Harmaj
- Aram
- Ara Lepi

## Kulturne upodobitve
Ara in Šamiram sta upodobljena na sliki Vardgesa Sureniantsa iz leta 1899. Armenski pisatelj Nairi Zarian je napisal tragedijo z naslovom Ara Geghecik, ki temelji na zgodbi o Ari in Šamirami.

### Bibliography
- Acharian, Hrachia (1942). »Ara«. Hayotsʻ andznanunneri baṛaran Հայոց անձնանունների բառարան [Dictionary of Armenian given names] (v armenščini). Zv. 1. Yerevan: Petakan hamalsarani hratarakchʻutʻyun. str. 263-264.
- Arutyunyan, S. B. (1990). »Ara Gekhetsik«.  V Tokarev, S. A. (ur.). Mify narodov mira: ėntsiklopediia Мифы народов мира: энциклопедия [Myths of the peoples of the world: encyclopedia] (v ruščini). Zv. 1. Sovetskaia ėntsiklopediia. str. 97. ISBN 5-85270-016-9.
- Boettiger, Louis A. (1920). Armenian Legends and Festivals. Studies in the Social Sciences 14. Minneapolis: University of Minnesota.
- Chahin, M. (2001). The Kingdom of Armenia: A History (2nd revised izd.). Curzon. ISBN 978-0-7007-1452-0.
- Hacikyan, Agop Jack; Basmajian, Gabriel; Franchuk, Edward S.; Ouzounian, Nourhan (2000). The Heritage of Armenian Literature: From the Oral Tradition to the Golden Age, Vol. I. Detroit: Wayne State University Press. ISBN 0-8143-2815-6.
- Harutyunyan, Sargis (2000). Hay aṛaspelabanutʻyun Հայ առասպելաբանություն [Armenian mythology] (v armenščini). Beirut: Hamazkayin. OCLC 45792779.
- Lang, David Marshall (2021) [1970]. Armenia: Cradle of Civilization. Routledge. ISBN 9781000514773.
- Moses Khorenatsʻi (1978). History of the Armenians. Translation and commentary by Robert W. Thomson. Cambridge, Massachusetts: Harvard University Press. ISBN 0-674-39571-9.
- Petrosyan, Armen (2002). The Indo-European and Ancient Near Eastern Sources of the Armenian Epic. Washington, D.C: Institute for the Study of Man. ISBN 9780941694810.
- Petrosyan, Armen (2007a). »State Pantheon of Greater Armenia: Earliest Sources«. Aramazd: Armenian Journal of Near Eastern Studies. 2: 174–201. ISSN 1829-1376.
- Petrosyan, Armen (2007b). »The Indo-European *H2ner(t)-s and the Danu Tribe«. Journal of Indo-European Studies. 35: 297–310. ISSN 0092-2323.
- Petrosyan, Armen (2012). »Armenia and Ireland: Myths of Prehistory«. Ireland and Armenia: Studies in Language, History and Narrative. Washington, D.C: Institute for the Study of Man. str. 113–131. ISBN 9780984538386.
- Petrosyan, Armen (2015). Problems of Armenian Prehistory. Myth, Language, History. Yerevan: Gitutyun. ISBN 9785808012011.
- Russell, James R. (2004). Armenian and Iranian Studies. Department of Near Eastern Languages and Civilizations, Harvard University. ISBN 9780935411195.